# (74086) 1998 OE12
(74086) 1998 OE12 – planetoida z pasa głównego asteroid okrążająca Słońce w ciągu 4,16 lat w średniej odległości 2,58 j.a. Odkryta 28 lipca 1998 roku.